# Specie di Glechoma
Elenco delle specie di Glechoma:

## Elenco specie
- Glechoma biondiana (Diels) C.Y.Wu & C.Chen, 1974
- Glechoma grandis  (A.Gray) Kuprian., 1948
- Glechoma hederacea  L., 1753
- Glechoma hirsuta  Waldst. & Kit., 1804
- Glechoma longituba  (Nakai) Kuprian., 1948
- Glechoma × pannonica  Borbás, 1900
- Glechoma sardoa  (Bég.) Bég., 1912
- Glechoma sinograndis  C.Y.Wu, 1959

## Alcune specie

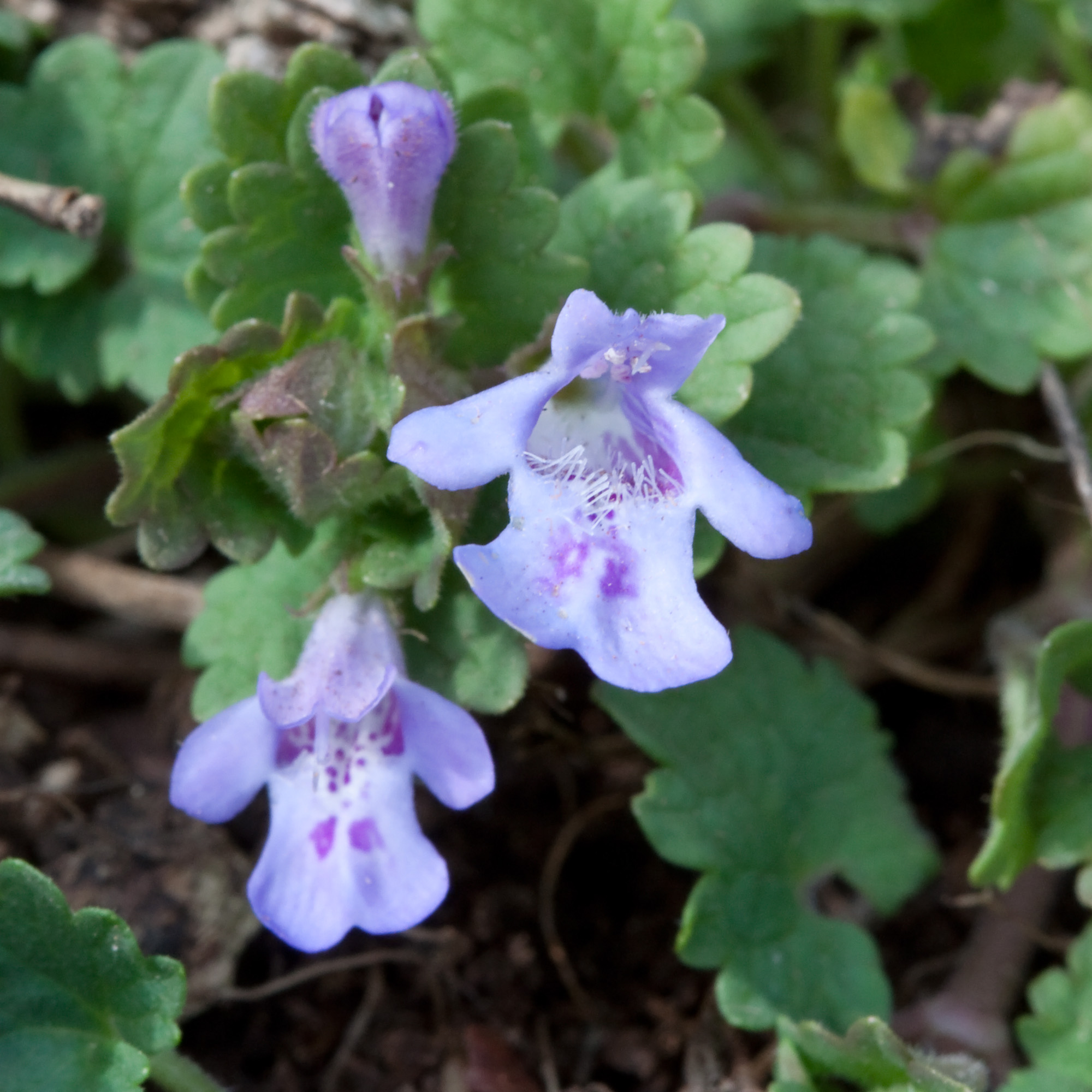
Glechoma_hederacea
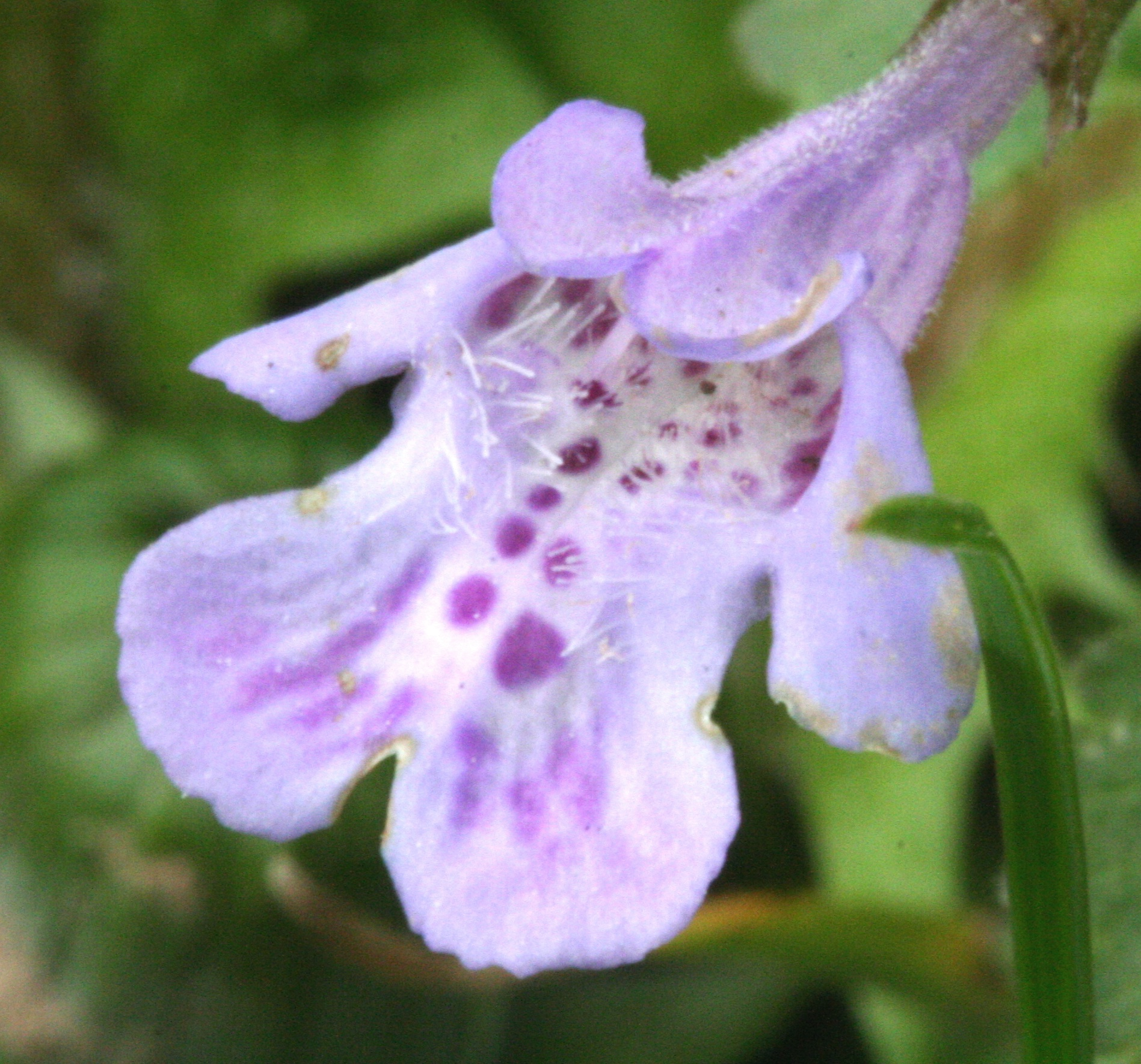
Glechoma_hederacea
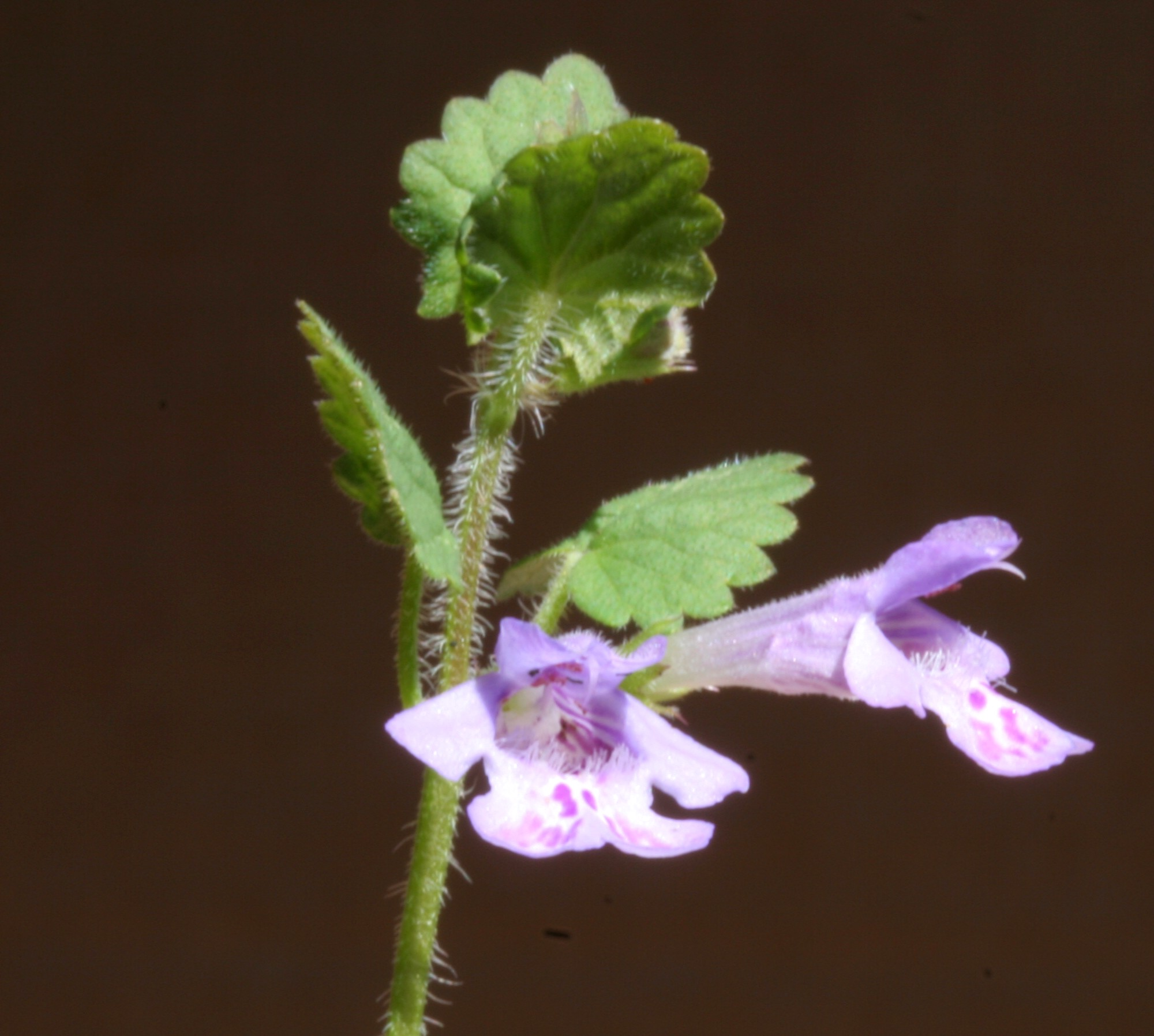
Glechoma_hederacea
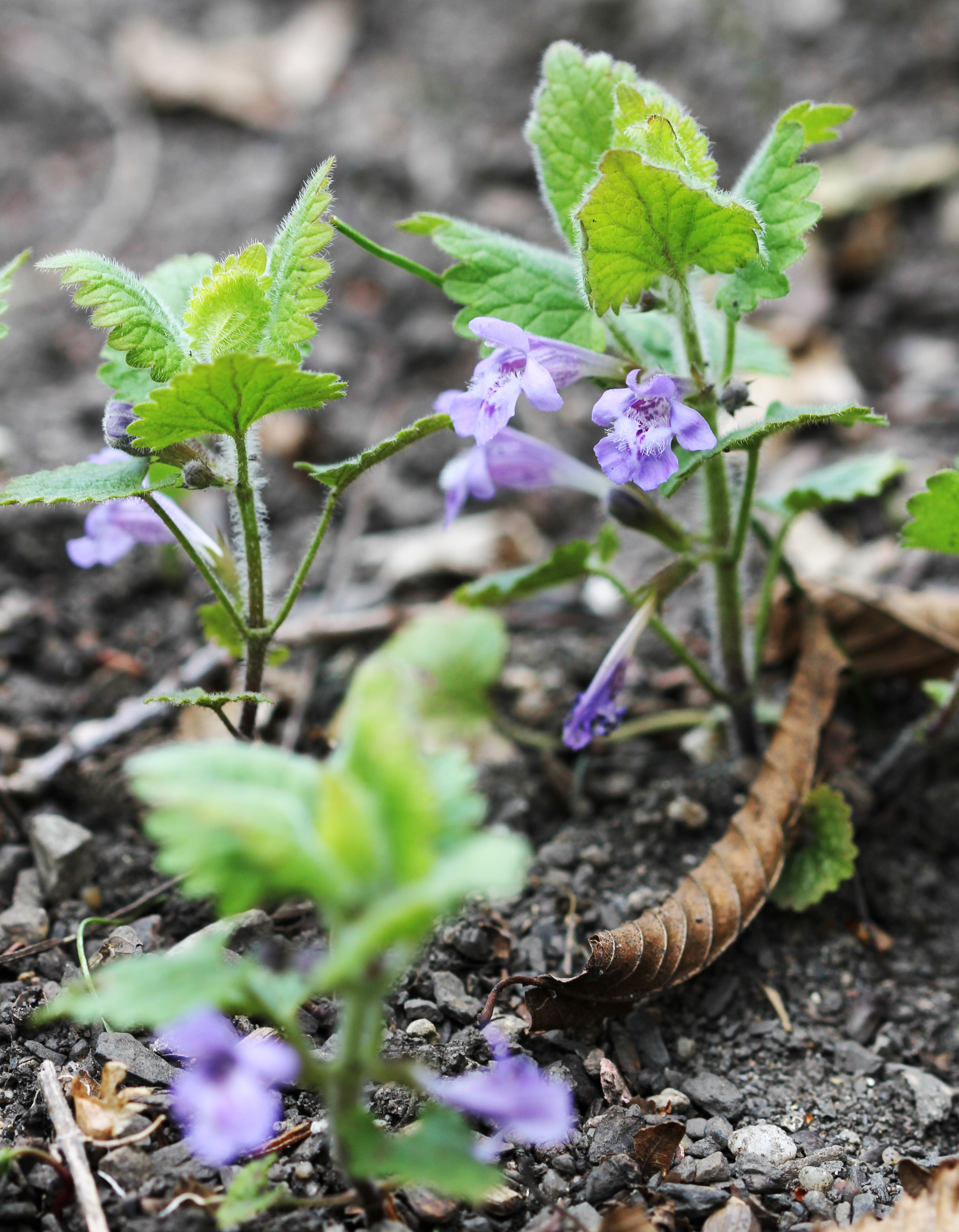
Glechoma_hirsuta